# Crithomancie
La crithomancie (du grec krithè, orge, et mantéia, divination) est un genre de divination qui consiste à examiner la pâte ou la matière des gâteaux offerts lors de sacrifice ainsi que la farine répandue autour des victimes lors de l'immolation.